# Auguste-Hector Cabuzel
Auguste-Hector Cabuzel, né le 24 avril 1836 à Bray-sur-Somme et mort le 15 janvier 1909 à Paris, est un peintre français.

## Biographie
Auguste-Hector Cabuzel est le fils d'Augustin Constant Cabuzel, et de Victorine Caron.
Élève d'Horace Vernet, de Léon Cogniet et d'Isidore Pils, et d'Auguste Toulmouche, il expose au Salon de 1865 à 1902.
En 1865, il devient professeur de dessin des écoles de la ville de Paris et publie plusieurs ouvrages d'enseignement artistique.
En 1877, il épouse Blanche Scelles.
Le couple donne naissance à Auguste Maurice, qui deviendra également peintre.
Il meurt à son domicile de la rue Vaugirard à l'âge de 72 ans.

## Œuvres exposées aux Salons parisiens
- Portrait de Mme de B., au Salon de 1865, dessin
- Les bords de la Marne, au Salon de 1866
- Portrait de Mme I. de T., au Salon de 1866, dessin
- Les bords de la Seine près du pont de la Concorde, au Salon de 1866, dessin
- La Vasque, au Salon de 1869
- Les bords de la Somme, au Salon de 1870
- Les bords du Nil, au Salon de 1870, dessin
- Le bracelet, au Salon de 1873
- L'automne, au Salon de 1874
- La lecture, au Salon de 1874
- Visite au Louvre, au Salon de 1875
- Agacerie, au Salon de 1875
- La peinture, au Salon de 1876
- Un dernier coup d'œil, au Salon de 1877
- Les dernières fleurs, au Salon de 1880
- L’Étude, au Salon de 1880
- Portrait de Mme S., au Salon de 1880
- Indécision, au Salon de 1881
- La Dévideuse, au Salon de 1882
- Attention !, au Salon de 1883
- La famille, au Salon de 1884
- Un baiser, au Salon de 1885
- Une mauvaise nouvelle, au Salon de 1886
- Méditation, au Salon de 1887
- L'ange gardien, au Salon de 1888
- Une prière à la cathédrale, au Salon de 1889
- À la source, au Salon de 1890
- Au dispensaire, au Salon de 1897
- Une mare, au Salon de 1898
- Brume du soir, au Salon de 1900
- Au musée du Louvre, au Salon de 1902, aquarelle